# Eleonora Farina
Eleonora Farina (* 27. November 1990 in Trient) ist eine italienische Mountainbikerin, die im Downhill aktiv ist.

## Sportlicher Werdegang
Auf internationaler Ebene ist die in Pietramurata im nördlichen Hinterland des Gardasees aufgewachsene Farina seit 2014 aktiv. Bereits ein Jahr später gewann sie die Bronzemedaille bei den UEC-Mountainbike-Europameisterschaften im Downhill sowie die Gesamtwertung im IXS European Downhill Cup. Im Jahr 2017 wurde sie in Sestola Europameisterin und verpasste bei den UCI-Mountainbike-Weltmeisterschaften als Vierte nur knapp das Podium. Zudem wurde sie erstmals Italienische Meisterin im Downhill, den Titel verteidigte sie bis 2020 dreimal in Folge.
Im UCI-Mountainbike-Weltcup steigerte sie von Jahr zu Jahr ihr bestes Ergebnis: 2016 ein 6. Platz, 2017 ein 5., 2018 und 2019 ein 4. und 2020 ein 3. Platz. Zuletzt erzielte sie 2021 beim Weltcup in Maribor den 2. Platz. Bei den Europameisterschaften 2021 stand sie als Zweite erneut auf dem Podium. Ihre Zugehörigkeit zur Weltspitze bestätigte sie in der Saison 2022 durch drei dritte Plätze bei den Weltcup-Rennen in Leogang, Lenzerheide und Mont Sainte-Anne sowie den siebten Platz bei den Weltmeisterschaften.
In der Saison 2023 stieg Farina erst spät in das Wettkampfgeschehen ein und startete nur dreimal im Weltcup. In Les Menuires kürte sie sich nach 2017 zum zweiten Mal zur Europameisterin.

## Erfolge
2015
- Europameisterschaften – Downhill
- Gesamtwertung iXS European Downhill Cup

2017
- Europameisterin – Downhill
- Italienische Meisterin – Downhill

2018
- Italienische Meisterin – Downhill

2019
- Italienische Meisterin – Downhill

2020
- Italienische Meisterin – Downhill

2021
- Europameisterschaften – Downhill

2023
- Europameisterin – Downhill